# The Thin Grey Line
«The Thin Grey Line» — песня американского хип-хоп-дуэта Suicideboys, выпущенная 24 мая 2024 года в качестве третьего сингла с их четвёртого студийного альбома New World Depression (2024).

## Отзывы
Закари Хорват из HotNewHipHop написал о песне: «Слушатели уже подсели на неё, особенно из-за бита и рэпа $crim на бэк-вокале. Первый куплет, как обычно, мрачный, но звуки, доносящиеся из-за спины, жуткие и затягивающие. Несмотря на то, что трек длится всего 1:45, дуэт максимально вкладывается в звучание». 

## Чарты
| Чарт (2024)                           | Высшая позиция |
| ------------------------------------- | -------------- |
| Канада (Billboard Canadian Hot 100)   | 88             |
| Новая Зеландия Hot Singles (RMNZ)     | 3              |
| США (Billboard Hot 100)               | 71             |
| США (Billboard Hot R&B/Hip-Hop Songs) | 20             |